# Batus barbicornis
Batus barbicornis es una especie de escarabajo de la familia de los Cerambycidae.
Fue descrito por Linneo en 1764.

## Sinonimia
- Cerambyx barbicornis Linnaeus, 1764
- Cerambyx guianus (Goeze, 1777)
- Cerambyx speciosus (Voet, 1778)
- Lophonocerus barbicornis (Linnaeus) Guérin-Méneville 1831
- Lophonocerus hirticornis (Blanchard, 1849)
- Lophonocerus tuberculicollis (Chabrillac, 1857)
- Lophocerus barbatus (Chenu, 1870)
- Batus tuberculicollis (Chabrillac) Aurivillius 1912
- Batus barbicornis itaitubensis (Tippmann, 1953)

## Descripción

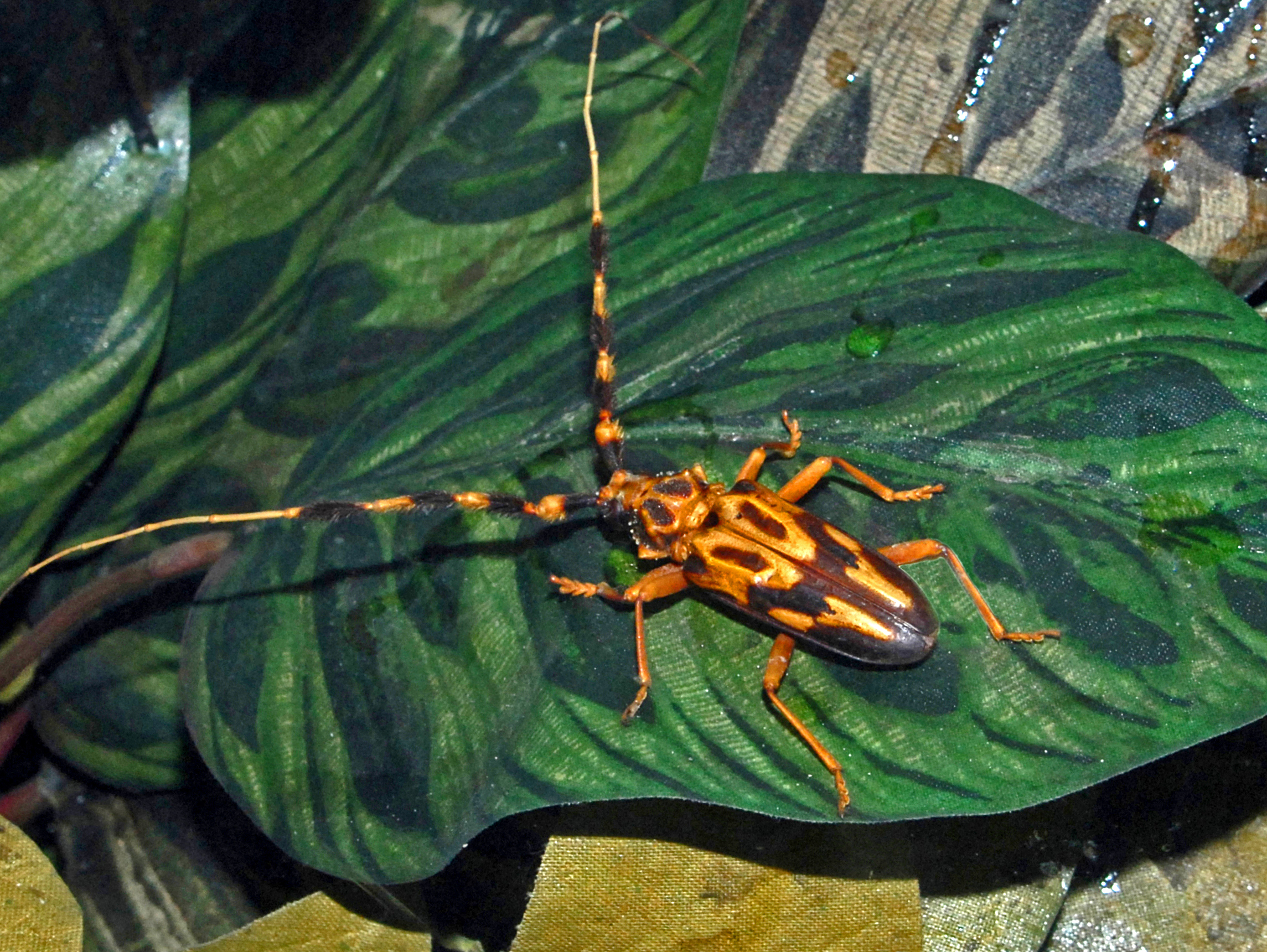

Batus barbicornis crece hasta 4 centímetros de largo.
La especie muestra una coloración aposemática. Estos escarabajos son de color negro y tienen antenas tojas con cuatro marcas negras, así como algunos rectángulos rojos en el protórax y los élitros. El adulto pone huevos en agujeros taladrados en un árbol. Las larvas se alimentan de madera y representan una plaga severa para los árboles.

## Distribución
Esta especie es originaria de América del Sur. Se puede encontrar en Colombia, Venezuela, Ecuador, Iquitos (Perú), Itaituba, Pará, (Brasil), Suriname, Guayana Francesa, Guyana y Bolivia.